# Papierfabrik Mochenwangen
Die Papierfabrik Mochenwangen (Eigenbezeichnung „Arctic Paper Mochenwangen GmbH“) war ein Unternehmen zur Herstellung von Papierprodukten, das sich in Mochenwangen, einem Ortsteil der Gemeinde Wolpertswende im Landkreis Ravensburg in Baden-Württemberg befand.

## Geschichte
Die Papierfabrik wurde im 1868 von Dr. Richard Müller unter dem Namen Papierfabrik Gebr. Müller gegründet und eine erste Papiermaschine in Betrieb genommen. Ausgewählt wurde das am Rand des Altdorfer Wald auf Grund der Lage an der Schussen. Bereits 1869 wurde das erste aus Hadern erzeugte sogenannte Dünndruck-Hadern-Papier ausgeliefert.
1873/74 wurde infolge des latenenten Mangels geeigneter Hadern eine Holzschleiferei errichtet, mit der die Rohstoffbasis für die Produktion des Papiers entscheidend verbessert werden konnte. Ab 1881 wurde ergänzend aus einer Fabrik in Wangen Sulfitzellstoff bezogen. Zu dem Zeitpunkt werden in Mochenwangen Druckpapiere aus Hadern, Holzschliff („holzhaltiges Papier“) und Zellstoff („holzfreies Papier“) produziert. Im Jahr 1889 wurde eine zweite Papiermaschine in Betrieb genommen. In den besten Jahren beschäftigte die Fabrik rund 400 Mitarbeiter. Diese wohnten teilweise direkt neben der der Fabrik, die beispielsweise auch über eine werkseigene Kegelbahn und einen Kinosaal verfügte.

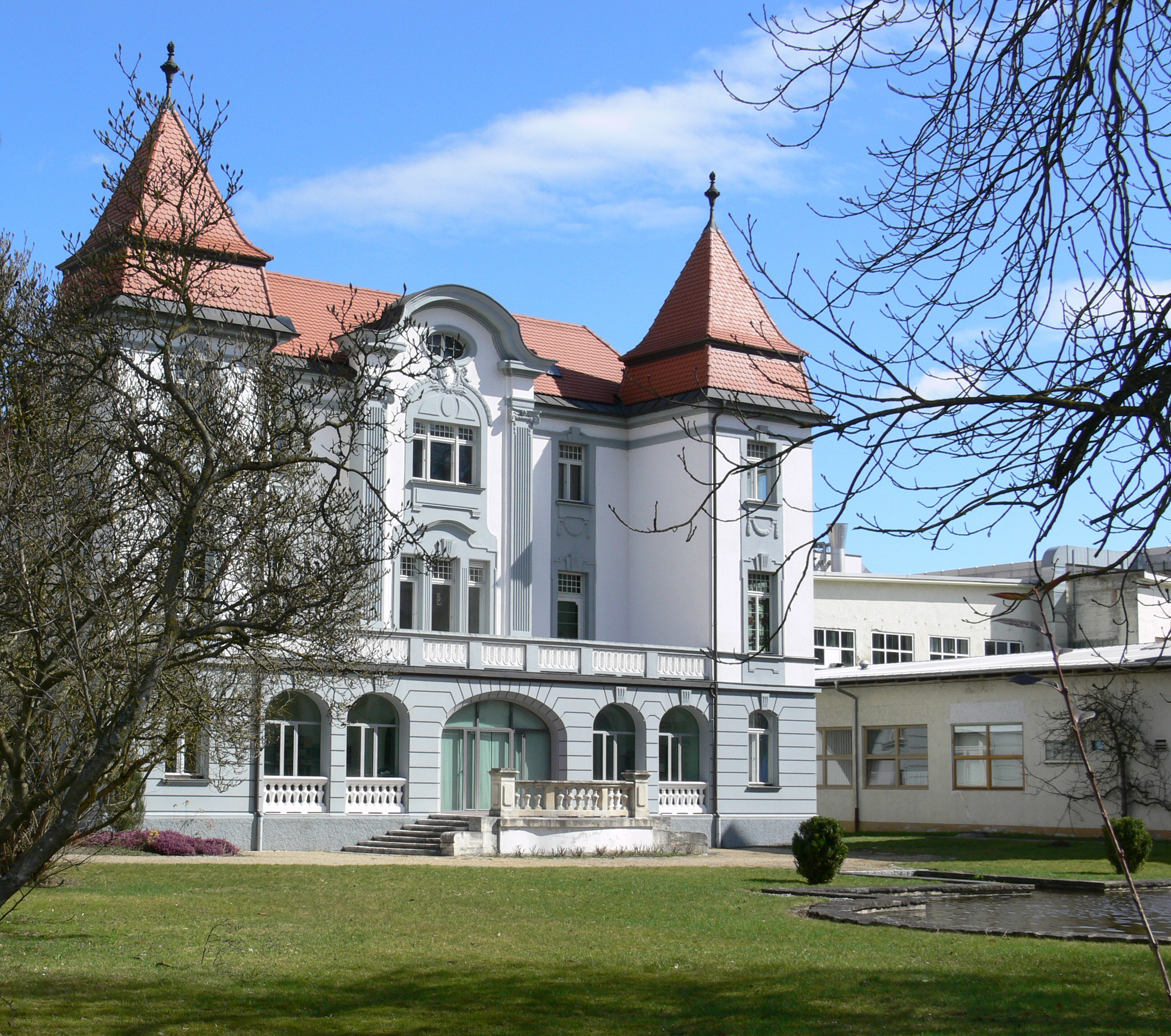
Mochenwangen, Fabrikantenvilla

Nach dem Tod von Dr. Müller im Jahr 1896 wurde die Leitung von dessen Sohn Roland Müller übernommen, die Produktionsanlagen erweiterte. Dieser hatte 1895 auch die noch heute bestehende Villa Rolandseck errichtet und 1904 erweitern lassen. Neben Druckpapier wurden für einige Jahre auch gestrichenes Kunstdruckpapier erzeugt. Die Jahresproduktion lag nach dem 1. Weltkrieg bei 5000 Tonnen Papier.
Nach dem Tod von Roland Müller im Jahr 1919 übernahm dessen Witwe die Geschäfte. Zwischen 1933 und 1937 stand die unter Zwangsverwaltung. 
1937 führte Otto Schachenmayr die Fabrik als Pächter weiter und erwarb diese kurze Zeit später auch. Bis 1978 wurde sie schließlich unter dem Namen Gebr. Schachenmayr GmbH weiter geführt. Verschiedene Erweiterungen folgten. Bis auf eine kurze Unterbrechung der Papierproduktion 1944/45 wurden weiterhin Briefpapier „Schachenmayr-Post“, Dünndruckpapiere, Durchschlagpapiere, Tiefdruckpapiere, Buchdruckpapiere, Formularpapiere, Briefmarkenpapiere, Lexikonpapiere, Landkartenpapiere, Scheckpapiere, Sonderpapiere und Lebensmittelpackpapiere hergestellt. In den Jahren 1939, 1940 und 1941 betrug die Jahresproduktion 4000 Tonnen Papier. Im Januar 1944 wurde die Fabrik einer der Ausweichsproduktionsstandorte der ZF Friedrichshafen bis die diese nach Kriegsende unter französischen Truppen wieder zur Papierfabrik wurde. In den 1960er und 1970er Jahren erfolgten weitere Erweiterungen und Modernisierungen. So wurde beispielsweise 1955 eine dritte Papiermaschine in Betrieb genommen.
Zwischen 1978 und 1990 war die Fabrik im Besitz der Papierfabrik Albbruck. Weitere Modernisierungen erfolgten.
Von 1990 bis 2002 gehörte die Fabrik zum finnischen Konzern Myllykoski Oy. Unter deren Leitung wurden in Mochenwangen Werk-/Buchdruckpapier und Kopierpapier sowie Spezialpapiere hergestellt. 1995 wurden rund 80.000 Tonnen Papier erzeugt.

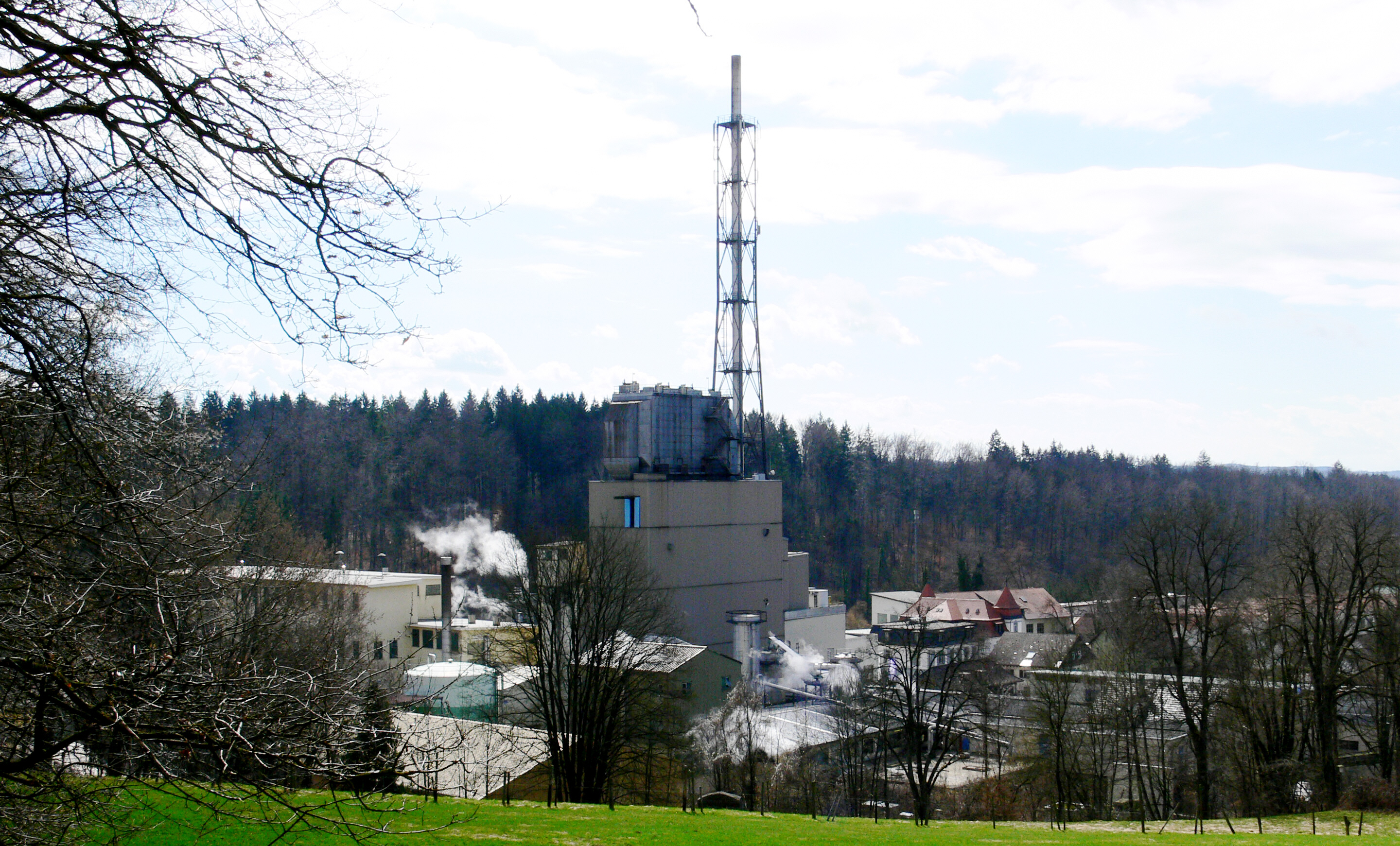
Papierfabrik Mochenwangen

Zwischen 2002 und 2008 firmierte die Fabrik unter dem Namen  Mochenwangen Papier GmbH und gehörte der Golzern Holding GmbH. 2008 erfolgte die Veräußerung an das polnische Unternehmen Arctic Paper, die das Unternehmen in Arctic Paper Mochenwangen GmbH umbenannte. 2013 wurden rund 120.000 Tonnen Papier erzeugt.
2015 wurden von etwa 190 Mitarbeitern auf zwei Papiermaschinen rund 95.000 Tonnen Papier produziert. Auf dem Papier wurden auch einige Bände der Buchreihe Harry Potter gedruckt. Ende 2015 wurde die Fabrik überraschend geschlossen.

## Nachnutzung des Geländes
Nach der Schließung wurden die meisten Gebäude abgerissen, andere werden verpachtet. Auf den frei gewordenen Flächen sollen nunmehr Wohn- und Gewerbegebäude entstehen.